# Калаподи (Гревенско)
Калаподи или Калапод (на гръцки: Καλαπόδι) е бивше село в Република Гърция, дем Дескати, област Западна Македония.

## География
Селото е било разположено южно от Гревена.

## История

### В Османската империя
В края на ХІХ век Калаподи е гръцко християнско село в Гребенската каза на Османската империя. Според статистиката на Васил Кънчов през 1900 година в Калаподъ живеят 74 гърци християни.
На Етнографската карта на Битолския вилает на Картографския институт в София от 1901 година Калапатон е чисто гръцко село в Гревенската каза на Серфидженския санджак с 13 къщи.
Според статистика на Серфидженския санджак на гръцкото консулство в Еласона от 1904 година в Калаподи (Καλαπόδι), Гревенска каза, живеят 50 гърци елинофони християни.

### В Гърция
През Балканската война в 1912 година в селото влизат гръцки части и след Междусъюзническата в 1913 година Калаподи влиза в състава на Кралство Гърция. Селото не се споменава след 1920 година, като населението му вероятно се изселва в съседните села. В селето е запазена църквата „Света Параскева“. На храмовия празник на църквата – 26 юли, в Калаподи се стичат от много хора от съседното Трикокия (Чатурния) и региона за да почетат чудотворната икона на светицата.
| Година    | 1913 | 1920 | 1928 | 1940 | 1951 | 1961 | 1971 | 1981 | 1991 | 2001 | 2011 | 2021 |
| --------- | ---- | ---- | ---- | ---- | ---- | ---- | ---- | ---- | ---- | ---- | ---- | ---- |
| Население | 42   | 41   |      |      |      |      |      |      |      |      |      |      |